# جون فليت
جون فليت (بالإنجليزية: John Flett)‏ هو مصمم أزياء بريطاني، ولد في 28 سبتمبر 1963 في برايتون في المملكة المتحدة، وتوفي في 19 يناير 1991 في فلورنسا في إيطاليا بسبب نوبة قلبية.